# Championnats d'Europe d'aviron 1923
Navigation
Édition précédente Édition suivante
Les championnats d'Europe d'aviron 1923, vingt-cinquième édition des championnats d'Europe d'aviron, ont lieu en 1923 à Côme, en Italie.

## Médaillés
| Épreuves                | Or | Argent | Bronze |
| ----------------------- | --- | --- | --- |
| Skiff M1x               | Suisse Rudolf Bosshard | Pays-Bas Bert Gunther | Tchécoslovaquie Gustav Zinke |
| Deux de couple M2x      | Suisse Rudolf Bosshard Heini Thoma | Pays-Bas Bert Gunther E. van Toorenburg                                                                                                 | Italie Erminio Dones Lorenzo Salvini |
| Deux avec barreur M2+   | Suisse Édouard Candeveau Alfred Felber Émile Lachapelle (barreur)                                                                                        | Italie Giovanni Scatturin Giuseppe Tasson Gino Sopracordevole (barreur)                                                                 | France Eugène Constant Raymond Talleux Ernest Barberolle (barreur)                                                                                       |
| Quatre avec barreur M4+ | Suisse Émile Albrecht Richard Frey Alfred Probst Eugen Sigg Hans Steiger (barreur)                                                                       | Pays-Bas Willy Rösingh Teun Beijnen P.M. Duyvis M.M.C. Posno M.O. Davis (barreur)                                                       | Hongrie Lajos Wick Sándor Hautzinger Zoltán Török Károly Muhr Károly Koch (barreur)                                                                      |
| Huit M8+                | Italie Luigi Miller Carlo Toniatti Šimun Katalinić Petar Ivanov Giuseppe Crivelli Frane Katalinić Vittorio Gliubich (barreur) Bruno Sorić Latino Galasso | Suisse Hans Schöchlin Arnold Reymond Moritz Müller Karl Schöchlin Heinrich Hauser Hans Wendling Paul Käser Hans Rüfenacht Walter Tenger | Tchécoslovaquie Emil Ordnung Viktor Langer Václav Kautsky Ferdinand Brožek Otakar Votík Karel Knop Stanislav Bouška Ivan Schweizer Josef Jabor (barreur) |